# Baude Fastoul
Baude Fastoul fue un trovero francés del siglo XIII, nacido en Artois. Es el autor de un congé, escrito entre 1256 y 1269.

## Biografía
Baude Fastoul era un trovero de Artois. Así mismo se nombra en su poema como Baude Fastoul de Aras (Arrás). Su único texto conocido es el congé que escribe entre 1256 y 1269. Canta su adiós al mundo antes de su retirada en una leprosería.

## Obra
El congé de Baude Fastoul tiene una longitud de 58 estrofas ; se trata en particular de docenas de ocho pies. Durante esta despedida, Fastoul cita a su homólogo Jean Bodel.